# 燃油稅
燃油稅，又稱燃料稅，是一種直接稅及消費稅，主要可分為汽油稅、柴油稅兩種。汽油稅是針對汽油消費者而徵收的稅款，目的是引導汽車司機的消費行為。例如，經濟學原理，加汽油稅可以減少浪費，改善環保。
汽油稅是經濟課題，又是政治問題，政黨為選民爭取免費午餐（減油稅），庫房損失由其他納稅人加稅補償，財富轉移。

## 外部參考
- 汽油税的作用 （页面存档备份，存于）
- 免柴油稅最終益油商
- 亞洲時報: 汽油稅引發日本政黨大戰 （页面存档备份，存于）